# Doroteja Drevenšek
Doroteja Drevenšek, slovenska pesnica, filmarka in gledališka režiserka, * 2005.

## Šolanje
Hodila je na Osnovno šolo Angela Besednjaka. Obiskovala je II. gimnazijo Maribor.

## Nagrade in priznanja

### Pesništvo
- 2018: finalistka za župančičevo frulico za pesem Norica Dorica[2] (podeljuje Zavod za izobraževanje in kulturo Črnomelj (ZIK))
- 2019: 2. nagrada v starejši kategoriji na 13. mednarodnem festivalu otroške poezije[3] prireditve Dječije carstvo v Republiki Srbski (podeljuje Društvo KultArt Banja Luka)
- 2023: mala veronika za pesem Bitje iz treh komponent[4]
- 2022: Pesniški natečaj 32. Župančičeva frulica (Črnomelj): 1. mesto; Bitje iz treh komponent[5]
- 2023: pesniški natečaj 33. Župančičeva frulica (Črnomelj): 1. Mesto; Selivka[6]

### Film
- 2023: glavna nagrada festivala mladinskega filma Videomanija za kratki film Korak[7] (podeljuje Elektrotehniško-računalniška strokovna šola in gimnazija Ljubljana – VEGOVA s podporo Ministrstva za izobraževanje, znanost in šport ter Zavoda Republike Slovenije za šolstvo)[8]

### Gledališče
- 2023: priznanje za najboljšo predstavo v celoti na festivalu dijaške ustvarjalnosti Transgeneracije za Dogodek v mestu z gongi v produkciji Druge scene II. gimnazije Maribor[9]